# Scheveningský systém

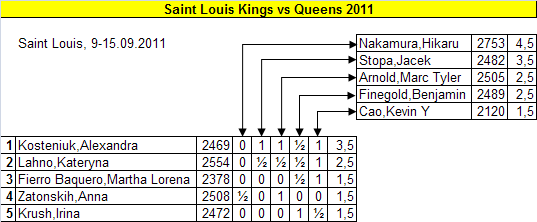
Konečná tabulka zápasu Králové proti Královnám v Saint Louis 2011, který byl hrán Scheveningským systémem.

Scheveningský systém je systém organizace šachových zápasů mezi dvěma družstvy. Každý hráč jednoho družstva se střetává se všemi hráči druhého družstva. Tým s větším počtem vítězných partií se stává vítězem zápasu. Tento systém je populární pro plnění norem pro zisk šachových titulů.
Poprvé byl systém použit v Scheveningenu v roce 1923 a podle tohoto nizozemského města dostal své jméno. Hlavní myšlenkou tehdy bylo, aby se nizozemští hráči střetli tváří v tvář zahraničním mistrům a získali týmovou zkušenost proti silnému soupeři.

## Použití v jiných sportech
Systémem doplněným o čtyřhru a použitým pro dvojčlenné družstvo s případným využitím náhradníků se hraje např. Davis Cup v tenise.